# Savonlinnai repülőtér
A Savonlinnai repülőtér (IATA: SVL, ICAO: EFSA) Finnország egyik nemzetközi repülőtere, amely Savonlinna közelében található. Éves utasforgalma 3111 fő .

## Futópályák
A repülőtér futópályái:
- 12/30 (2300 m, 45 m, aszfalt)

## Forgalom
Az utasforgalom az elmúlt években az alábbi módon változott:
| Utasok száma | 58 258 | 39 987 | 34 723 | 23 729 | 17 809 | 14 175 | 10 458 | 12 409 | 10 495 | 3111 |
|              | 1998   | 2001   | 2003   | 2006   | 2009   | 2011   | 2014   | 2017   | 2019   | 2022 |